# Georg Pasterwitz
Georg Pasterwi(t)z, weltliche Vornamen Robert Johannes Ivo (* 7. März 1730 in Bierhütte bei Hohenau; † 26. Jänner 1803 in Kremsmünster) war ein österreichischer katholischer Geistlicher und Komponist.

## Leben
Als Sohn von Johann Andreas Pasterwiz und Theresia geb. Mehr von Sonnegg und Mohrenburg begann Pasterwitz seine Ausbildung in Passau und setzte sie in Niederaltaich und ab 1745 im Stiftsgymnasium Kremsmünster fort. Anschließend belegte er Theologie in Salzburg und studierte dort auch Jus, Mathematik und Sprachen. Kompositionsunterricht erhielt er unter anderem von Johann Ernst Eberlin.
Die Primiz erfolgte am 24. Juni 1755, anschließend war er in verschiedenen Lehrämtern im Stift tätig, insbesondere aber 1767–1783 als Regens chori. Nach 1783 wirkte er als Pfarrer in Buchkirchen, bis 1795 als Stiftshofmeister in Wien, dann als Dekan der Höheren Schulen sowie 1801–1803 als Konventuale.
Obwohl er auch in anderen Bereichen publizierte, ist er insbesondere als Komponist von geistlichen und Kammermusikwerken sowie einer ganzen Reihe von Singspielen für das Stiftstheater hervorgetreten, teilweise auf Libretti von seinem Mitbruder und Nachfolger Beda Plank in oberösterreichischer Mundart verfasst.

## Namensgeber
Er ist Namensgeber der Georg-von-Pasterwiz Grundschule in Hohenau.